# Ryō Nagai
Ryō Nagai (永井 龍?, Nagai Ryō; Nishinomiya, 23 maggio 1991) è un calciatore giapponese, attaccante del Giravanz Kitakyushu.

## Palmarès

### Club

#### Competizioni nazionali
- J2 League: 1

Matsumoto Yamaga: 2018